# Сіль (Люблінське воєводство)
Сіль (пол. Sól, Суль) — село в Польщі, у гміні Білгорай Білгорайського повіту Люблінського воєводства. Населення — 2324 особи (2011).

## Історія

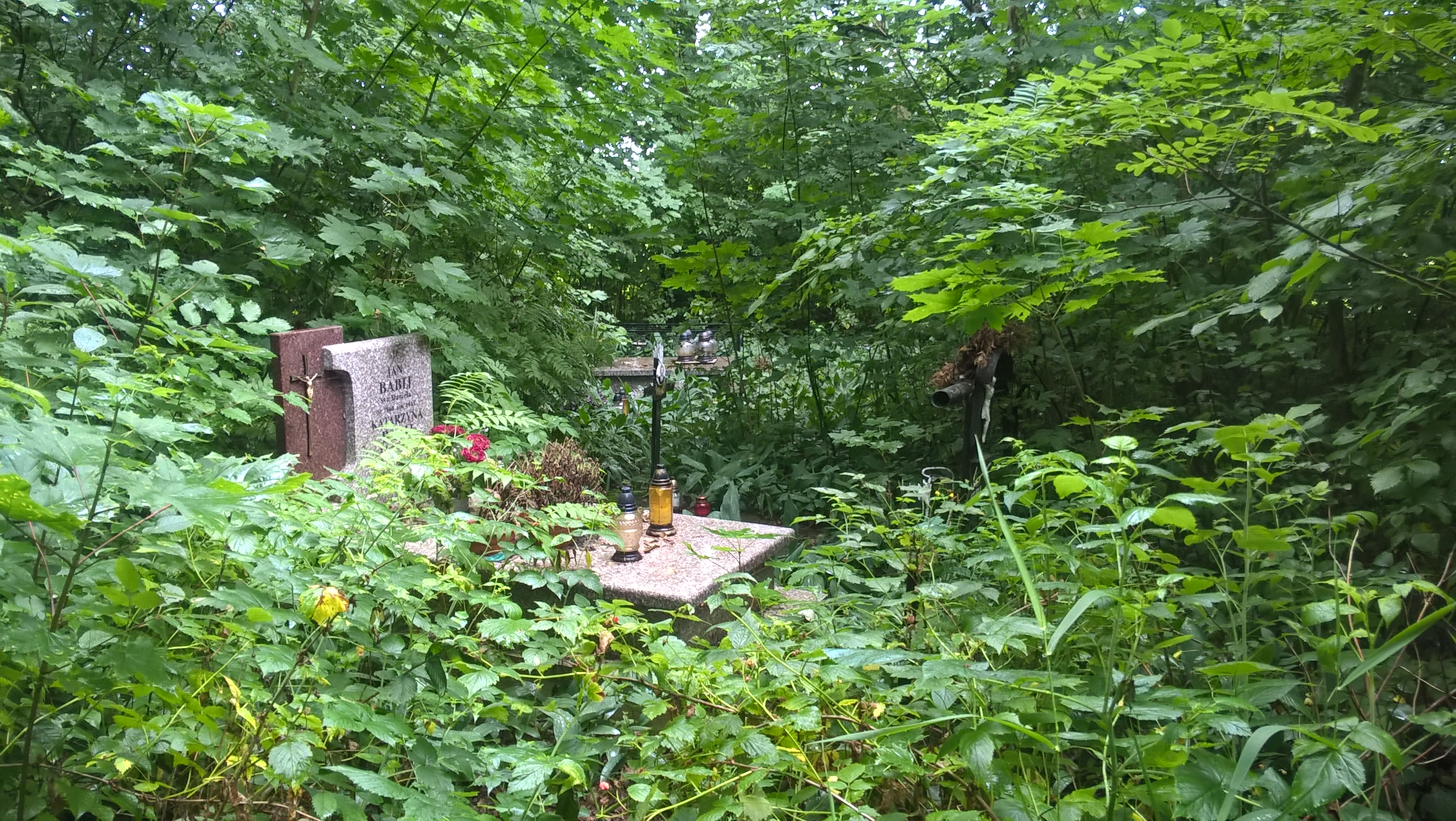
Православний цвинтар

1620 року вперше згадується церква східного обряду в селі.
За даними етнографічної експедиції 1869—1870 років під керівництвом Павла Чубинського, у селі переважно проживали римо-католики, меншою мірою — греко-католики, які розмовляли українською мовою.
У міжвоєнні 1918—1939 роки польська влада в рамках великої акції закриття та руйнування українських храмів на Холмщині і Підляшші перетворила місцеву православну церкву на римо-католицький костел.
У 1975—1998 роках село належало до Замойського воєводства.

## Населення
Демографічна структура станом на 31 березня 2011 року:
|          | Загалом | Допрацездатний вік | Працездатний вік | Постпрацездатний вік |
| -------- | ------- | ------------------ | ---------------- | -------------------- |
| Чоловіки | 1143    | 236                | 793              | 114                  |
| Жінки    | 1181    | 253                | 682              | 246                  |
| Разом    | 2324    | 489                | 1475             | 360                  |